# 稲葉郡

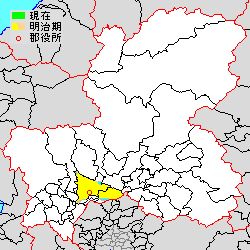
岐阜県稲葉郡の位置（薄黄：後に他郡に編入された区域 水色：後に他郡から編入した区域）

稲葉郡（いなばぐん）は、岐阜県にあった郡。

## 郡域
1897年（明治30年）に行政区画として発足した当時の郡域は、以下の区域にあたる。
- 岐阜市の大部分（境川以南・外山および概ね加野、岩井、福富、太郎丸以北を除く[1]）
- 各務原市の大部分（川島各町・成清町・神置町・下中屋町・大佐野町・上中屋町・松本町を除く）

## 歴史
- 明治30年（1897年）4月1日 - 郡制の施行のため、厚見郡・各務郡および方県郡の一部の区域をもって稲葉郡が発足。同時に以下の町村の統合が行われ、上加納村・本荘村・鶉村・茜部村・日野村（現・岐阜市）・那加村・鵜沼村（現・各務原市）・則武村（現・岐阜市）と新設された1町21村が所属。特記以外は全域が現・岐阜市。（1町29村）
  - 長良村 ← 長良村、福光村、雄総村、志段見村、古津村
  - 日置江村 ← 日置江村、次木村、高河原村、茶屋新田
  - 厚見村 ← 領下村、上川手村、下川手村
  - 鏡島村 ← 鏡島村、江崎村
  - 佐波村 ← 佐波村、高桑村
  - 加納町 ← 東加納町、西加納町、下加納村
  - 三里村 ← 六条村、清村、宇佐村
  - 島村 ← 近島村、池ノ上村、東島村、北島村、萱場村、早田村、菅生村、江口村、旦ノ島村、西中島村
  - 南長森村 ← 細畑村、切通村、蔵前村、高田村、芋島村、東中島村
  - 木田村 ← 木田村、下尻毛村
  - 北長森村 ← 北一色村、岩戸村、前一色村、野一色村、水海道村、岩地村、左兵衛新田
  - 市橋村 ← 爪村、西庄村、藪田村、下奈良村、今嶺村
  - 常磐村 ← 打越村、城田寺村、上土居村、椿洞村
  - 鷺山村 ← 正木村、下土居村、鷺山村
  - 鵜飼村 ← 黒野村、下鵜飼村、折立村、交人村、洞村、今川村、古市場村、御望村
  - 方県村 ← 安食村、石谷村、彦坂村、岩利村、佐野村
  - 更木村 ← 小佐野村、三井村、大野村、上戸村（現・各務原市）
  - 前宮村 ← 前渡村、若宮村（現・各務原市）
  - 蘇原村 ← 伊飛島村、大宮村、和合村、古市場村、持田村、三柿野村（現・各務原市）
  - 各務村 ← 各務村、須衛村（現・各務原市）
  - 岩村 ← 岩田村、岩滝村
  - 芥見村 ← 芥見村［一部］[2]、大洞村
- 明治30年（1897年）8月1日 - 郡制を施行。
- 明治31年（1898年）9月21日 - 鵜飼村が改称して黒野村となる。
- 明治36年（1903年）4月1日 - 上加納村が岐阜市に編入。（1町28村）
- 大正12年（1923年）4月1日 - 郡会が廃止。郡役所は存続。
- 大正15年（1926年）7月1日 - 郡役所が廃止。以降は地域区分名称となる。
- 昭和6年（1931年）4月1日 - 本荘村・日野村が岐阜市に編入。（1町26村）
- 昭和7年（1932年）7月1日 - 長良村が岐阜市に編入。（1町25村）
- 昭和9年（1934年）12月5日 - 島村が岐阜市に編入。（1町24村）
- 昭和10年（1935年）6月15日 - 三里村・鷺山村が岐阜市に編入。（1町22村）
- 昭和15年（1940年）
  - 2月11日（1町20村）
    - 那加村が町制施行して那加町となる。
    - 加納町・則武村が岐阜市に編入。

  - 7月1日 - 南長森村・北長森村・木田村・常磐村が岐阜市に編入。（2町16村）
- 昭和17年（1942年）7月1日 - 「伊奈波地方事務所」が岐阜市に設置され、山県郡・羽島郡とともに管轄。
- 昭和18年（1943年）
  - 4月1日 - 蘇原村が町制施行して蘇原町となる。（3町15村）
  - 10月1日 - 鵜沼村が町制施行して鵜沼町となる。（3町14村）
- 昭和25年（1950年）
  - 8月20日 - 黒野村・方県村・茜部村・鶉村・市橋村が岐阜市に編入。（3町9村）
  - 12月10日 - 岩村が岐阜市に編入。（3町8村）
- 昭和30年（1955年）
  - 2月11日（4町4村）
    - 更木村・前宮村が羽島郡中屋村と合併して稲羽町が発足。
    - 鏡島村・厚見村が岐阜市に編入。

  - 4月1日 - 鵜沼町・各務村が合併し、改めて鵜沼町が発足。（4町3村）
- 昭和31年（1956年）
  - 4月1日 - 芥見村が山県郡厳美村の一部（加野・岩井）を編入。
  - 9月26日 - 佐波村が羽島郡柳津村に編入。柳津村が即日町制施行して柳津町となる。（4町2村）
- 昭和33年（1958年）4月1日 - 日置江村・芥見村が岐阜市に編入。（4町）
- 昭和38年（1963年）4月1日 - 那加町・稲羽町・鵜沼町・蘇原町が合併して各務原市が発足。同日稲葉郡消滅。岐阜県内では1897年の郡の再編以来、初の郡消滅となった。

### 変遷表
| 旧郡   | 明治以前   | 明治以前   | 明治元年 - 明治7年       | 明治8年 - 明治22年  | 明治22年 7月1日 町村制施行 | 明治22年 - 明治30年         | 明治30年 4月1日 稲葉郡発足 | 明治30年 - 明治45年         | 大正元年 - 昭和25年                  | 昭和26年 - 昭和64年                                | 昭和26年 - 昭和64年         | 平成元年 - 現在             | 現在     |
| ------ | ---------- | ---------- | ------------------------ | ------------------- | -------------------------- | --------------------------- | -------------------------- | --------------------------- | ------------------------------------ | -------------------------------------------------- | --------------------------- | --------------------------- | -------- |
| 各務郡 | 西市場村   | 西市場村   | 西市場村                 | 西市場村            | 那加村                     | 那加村                      | 那加村                     | 那加村                      | 昭和15年2月11日 町制 那加町          | 那加町                                             | 昭和38年4月1日 各務原市     | 各務原市                    | 各務原市 |
| 各務郡 | 更木新田   | 更木新田   | 更木新田                 | 更木新田            | 那加村                     | 那加村                      | 那加村                     | 那加村                      | 昭和15年2月11日 町制 那加町          | 那加町                                             | 昭和38年4月1日 各務原市     | 各務原市                    | 各務原市 |
| 各務郡 | 桐野村     | 桐野村     | 桐野村                   | 桐野村              | 那加村                     | 那加村                      | 那加村                     | 那加村                      | 昭和15年2月11日 町制 那加町          | 那加町                                             | 昭和38年4月1日 各務原市     | 各務原市                    | 各務原市 |
| 各務郡 | 岩地村     | 岩地村     | 岩地村                   | 岩地村              | 那加村                     | 那加村                      | 那加村                     | 那加村                      | 昭和15年2月11日 町制 那加町          | 那加町                                             | 昭和38年4月1日 各務原市     | 各務原市                    | 各務原市 |
| 各務郡 | 山後村     | 山後村     | 山後村                   | 山後村              | 那加村                     | 那加村                      | 那加村                     | 那加村                      | 昭和15年2月11日 町制 那加町          | 那加町                                             | 昭和38年4月1日 各務原市     | 各務原市                    | 各務原市 |
| 各務郡 | 長塚村     | 長塚村     | 長塚村                   | 長塚村              | 那加村                     | 那加村                      | 那加村                     | 那加村                      | 昭和15年2月11日 町制 那加町          | 那加町                                             | 昭和38年4月1日 各務原市     | 各務原市                    | 各務原市 |
| 各務郡 | 影野新田   | 影野新田   | 影野新田                 | 影野新田            | 那加村                     | 那加村                      | 那加村                     | 那加村                      | 昭和15年2月11日 町制 那加町          | 那加町                                             | 昭和38年4月1日 各務原市     | 各務原市                    | 各務原市 |
| 各務郡 | 新加納村   | 新加納村   | 新加納村                 | 新加納村            | 那加村                     | 那加村                      | 那加村                     | 那加村                      | 昭和15年2月11日 町制 那加町          | 那加町                                             | 昭和38年4月1日 各務原市     | 各務原市                    | 各務原市 |
| 各務郡 | 北洞村     | 北洞村     | 北洞村                   | 明治8年1月 前洞村   | 那加村                     | 那加村                      | 那加村                     | 那加村                      | 昭和15年2月11日 町制 那加町          | 那加町                                             | 昭和38年4月1日 各務原市     | 各務原市                    | 各務原市 |
| 各務郡 | 前野村     | 前野村     | 前野村                   | 明治8年1月 前洞村   | 那加村                     | 那加村                      | 那加村                     | 那加村                      | 昭和15年2月11日 町制 那加町          | 那加町                                             | 昭和38年4月1日 各務原市     | 各務原市                    | 各務原市 |
| 各務郡 | 伊吹村     | 伊吹村     | 伊吹村                   | 明治8年1月 伊飛島村 | 伊飛島村                   | 伊飛島村                    | 蘇原村                     | 蘇原村                      | 昭和18年4月1日 町制 蘇原町           | 蘇原町                                             | 昭和38年4月1日 各務原市     | 各務原市                    | 各務原市 |
| 各務郡 | 飛鳥村     | 飛鳥村     | 飛鳥村                   | 明治8年1月 伊飛島村 | 伊飛島村                   | 伊飛島村                    | 蘇原村                     | 蘇原村                      | 昭和18年4月1日 町制 蘇原町           | 蘇原町                                             | 昭和38年4月1日 各務原市     | 各務原市                    | 各務原市 |
| 各務郡 | 島崎村     | 島崎村     | 島崎村                   | 明治8年1月 伊飛島村 | 伊飛島村                   | 伊飛島村                    | 蘇原村                     | 蘇原村                      | 昭和18年4月1日 町制 蘇原町           | 蘇原町                                             | 昭和38年4月1日 各務原市     | 各務原市                    | 各務原市 |
| 各務郡 | 吉兵衛新田 | 吉兵衛新田 | 吉兵衛新田               | 明治8年1月 伊飛島村 | 伊飛島村                   | 伊飛島村                    | 蘇原村                     | 蘇原村                      | 昭和18年4月1日 町制 蘇原町           | 蘇原町                                             | 昭和38年4月1日 各務原市     | 各務原市                    | 各務原市 |
| 各務郡 | 野口村     | 野口村     | 野口村                   | 明治8年1月 和合村   | 和合村                     | 和合村                      | 蘇原村                     | 蘇原村                      | 昭和18年4月1日 町制 蘇原町           | 蘇原町                                             | 昭和38年4月1日 各務原市     | 各務原市                    | 各務原市 |
| 各務郡 | 坂井村     | 坂井村     | 坂井村                   | 明治8年1月 和合村   | 和合村                     | 和合村                      | 蘇原村                     | 蘇原村                      | 昭和18年4月1日 町制 蘇原町           | 蘇原町                                             | 昭和38年4月1日 各務原市     | 各務原市                    | 各務原市 |
| 各務郡 | 東島村     | 東島村     | 東島村                   | 明治8年1月 和合村   | 和合村                     | 和合村                      | 蘇原村                     | 蘇原村                      | 昭和18年4月1日 町制 蘇原町           | 蘇原町                                             | 昭和38年4月1日 各務原市     | 各務原市                    | 各務原市 |
| 各務郡 | 東門村     | 東門村     | 東門村                   | 明治8年1月 和合村   | 和合村                     | 和合村                      | 蘇原村                     | 蘇原村                      | 昭和18年4月1日 町制 蘇原町           | 蘇原町                                             | 昭和38年4月1日 各務原市     | 各務原市                    | 各務原市 |
| 各務郡 | 熊田村     | 熊田村     | 熊田村                   | 明治8年1月 和合村   | 和合村                     | 和合村                      | 蘇原村                     | 蘇原村                      | 昭和18年4月1日 町制 蘇原町           | 蘇原町                                             | 昭和38年4月1日 各務原市     | 各務原市                    | 各務原市 |
| 各務郡 | 大島村     | 大島村     | 大島村                   | 明治8年1月 大宮村   | 大宮村                     | 大宮村                      | 蘇原村                     | 蘇原村                      | 昭和18年4月1日 町制 蘇原町           | 蘇原町                                             | 昭和38年4月1日 各務原市     | 各務原市                    | 各務原市 |
| 各務郡 | 宮代村     | 宮代村     | 宮代村                   | 明治8年1月 大宮村   | 大宮村                     | 大宮村                      | 蘇原村                     | 蘇原村                      | 昭和18年4月1日 町制 蘇原町           | 蘇原町                                             | 昭和38年4月1日 各務原市     | 各務原市                    | 各務原市 |
| 各務郡 | 三滝新田   | 三滝新田   | 明治7年9月 三柿野村      | 三柿野村            | 三柿野村                   | 三柿野村                    | 蘇原村                     | 蘇原村                      | 昭和18年4月1日 町制 蘇原町           | 蘇原町                                             | 昭和38年4月1日 各務原市     | 各務原市                    | 各務原市 |
| 各務郡 | 野村       |            | 明治7年9月 三柿野村      | 三柿野村            | 三柿野村                   | 三柿野村                    | 蘇原村                     | 蘇原村                      | 昭和18年4月1日 町制 蘇原町           | 蘇原町                                             | 昭和38年4月1日 各務原市     | 各務原市                    | 各務原市 |
| 各務郡 | 柿沢村     |            | 明治7年9月 三柿野村      | 三柿野村            | 三柿野村                   | 三柿野村                    | 蘇原村                     | 蘇原村                      | 昭和18年4月1日 町制 蘇原町           | 蘇原町                                             | 昭和38年4月1日 各務原市     | 各務原市                    | 各務原市 |
| 各務郡 | 古市場村   | 古市場村   | 古市場村                 | 古市場村            | 古市場村                   | 古市場村                    | 蘇原村                     | 蘇原村                      | 昭和18年4月1日 町制 蘇原町           | 蘇原町                                             | 昭和38年4月1日 各務原市     | 各務原市                    | 各務原市 |
| 各務郡 | 持田村     | 持田村     | 持田村                   | 持田村              | 持田村                     | 持田村                      | 蘇原村                     | 蘇原村                      | 昭和18年4月1日 町制 蘇原町           | 蘇原町                                             | 昭和38年4月1日 各務原市     | 各務原市                    | 各務原市 |
| 各務郡 | 鵜沼村     | 鵜沼村     | 鵜沼村                   | 鵜沼村              | 鵜沼村                     | 鵜沼村                      | 鵜沼村                     | 鵜沼村                      | 昭和18年10月1日 町制 鵜沼町          | 昭和30年4月1日 鵜沼町                              | 昭和38年4月1日 各務原市     | 各務原市                    | 各務原市 |
| 各務郡 | 各務村     | 各務村     | 各務村                   | 各務村              | 各務村                     | 各務村                      | 各務村                     | 各務村                      | 各務村                               | 昭和30年4月1日 鵜沼町                              | 昭和38年4月1日 各務原市     | 各務原市                    | 各務原市 |
| 各務郡 | 須衛村     | 須衛村     | 須衛村                   | 須衛村              | 須衛村                     | 須衛村                      | 各務村                     | 各務村                      | 各務村                               | 昭和30年4月1日 鵜沼町                              | 昭和38年4月1日 各務原市     | 各務原市                    | 各務原市 |
| 各務郡 | 上戸村     | 上戸村     | 上戸村                   | 上戸村              | 上戸村                     | 上戸村                      | 更木村                     | 更木村                      | 更木村                               | 昭和30年2月11日 稲羽町                             | 昭和38年4月1日 各務原市     | 各務原市                    | 各務原市 |
| 各務郡 | 大野村     | 大野村     | 大野村                   | 大野村              | 大野村                     | 大野村                      | 更木村                     | 更木村                      | 更木村                               | 昭和30年2月11日 稲羽町                             | 昭和38年4月1日 各務原市     | 各務原市                    | 各務原市 |
| 各務郡 | 小佐野村   | 小佐野村   | 小佐野村                 | 小佐野村            | 小佐野村                   | 小佐野村                    | 更木村                     | 更木村                      | 更木村                               | 昭和30年2月11日 稲羽町                             | 昭和38年4月1日 各務原市     | 各務原市                    | 各務原市 |
| 各務郡 | 三井村     | 三井村     | 三井村                   | 三井村              | 三井村                     | 三井村                      | 更木村                     | 更木村                      | 更木村                               | 昭和30年2月11日 稲羽町                             | 昭和38年4月1日 各務原市     | 各務原市                    | 各務原市 |
| 各務郡 | 前渡村     | 前渡村     | 前渡村                   | 前渡村              | 前渡村                     | 前渡村                      | 前宮村                     | 前宮村                      | 前宮村                               | 昭和30年2月11日 稲羽町                             | 昭和38年4月1日 各務原市     | 各務原市                    | 各務原市 |
| 各務郡 | 下切村     | 下切村     | 下切村                   | 下切村              | 若宮村                     | 若宮村                      | 前宮村                     | 前宮村                      | 前宮村                               | 昭和30年2月11日 稲羽町                             | 昭和38年4月1日 各務原市     | 各務原市                    | 各務原市 |
| 各務郡 | 山脇村     | 山脇村     | 山脇村                   | 山脇村              | 若宮村                     | 若宮村                      | 前宮村                     | 前宮村                      | 前宮村                               | 昭和30年2月11日 稲羽町                             | 昭和38年4月1日 各務原市     | 各務原市                    | 各務原市 |
| 羽栗郡 | 下中屋村   | 下中屋村   | 下中屋村                 | 下中屋村            | 下中屋村                   | 下中屋村                    | 羽島郡 中屋村              | 羽島郡 中屋村               | 羽島郡 中屋村                        | 昭和30年2月11日 稲羽町                             | 昭和38年4月1日 各務原市     | 各務原市                    | 各務原市 |
| 羽栗郡 | 上中屋村   | 上中屋村   | 上中屋村                 | 上中屋村            | 上中屋村                   | 上中屋村                    | 羽島郡 中屋村              | 羽島郡 中屋村               | 羽島郡 中屋村                        | 昭和30年2月11日 稲羽町                             | 昭和38年4月1日 各務原市     | 各務原市                    | 各務原市 |
| 羽栗郡 | 間島村     | 間島村     | 明治7年9月 改称 東間島村 | 明治8年 神置村      | 神置村                     | 神置村                      | 羽島郡 中屋村              | 羽島郡 中屋村               | 羽島郡 中屋村                        | 昭和30年2月11日 稲羽町                             | 昭和38年4月1日 各務原市     | 各務原市                    | 各務原市 |
| 羽栗郡 | 石田村     | 石田村     | 石田村                   | 明治8年 神置村      | 神置村                     | 神置村                      | 羽島郡 中屋村              | 羽島郡 中屋村               | 羽島郡 中屋村                        | 昭和30年2月11日 稲羽町                             | 昭和38年4月1日 各務原市     | 各務原市                    | 各務原市 |
| 羽栗郡 | 成清村     | 成清村     | 成清村                   | 成清村              | 成清村                     | 成清村                      | 羽島郡 中屋村              | 羽島郡 中屋村               | 羽島郡 中屋村                        | 昭和30年2月11日 稲羽町                             | 昭和38年4月1日 各務原市     | 各務原市                    | 各務原市 |
| 羽栗郡 | 大佐野村   | 大佐野村   | 大佐野村                 | 大佐野村            | 大佐野村                   | 大佐野村                    | 羽島郡 中屋村              | 羽島郡 中屋村               | 羽島郡 中屋村                        | 昭和30年2月11日 稲羽町                             | 昭和38年4月1日 各務原市     | 各務原市                    | 各務原市 |
| 羽栗郡 | 松本村     | 松本村     | 松本村                   | 松本村              | 松本村                     | 松本村                      | 羽島郡 中屋村              | 羽島郡 中屋村               | 羽島郡 中屋村                        | 昭和30年2月11日 稲羽町                             | 昭和38年4月1日 各務原市     | 各務原市                    | 各務原市 |
| 各務郡 | 芥見村     | [ 3 ]      | 芥見村                   | 芥見村              | 芥見村                     | 芥見村                      | 山県郡 保戸島村 の一部     | 山県郡 保戸島村の一部       | 昭和25年8月10日 武儀郡小金田村の一部 | 昭和30年1月10日 関市の一部                         | 関市                        | 関市                        | 関市     |
| 各務郡 | 芥見村     | [ 4 ]      | 芥見村                   | 芥見村              | 芥見村                     | 芥見村                      | 芥見村                     | 芥見村                      | 芥見村                               | 芥見村                                             | 昭和33年4月1日 岐阜市に編入 | 岐阜市                      | 岐阜市   |
| 各務郡 | 大洞村     | 大洞村     | 大洞村                   | 大洞村              | 大洞村                     | 大洞村                      | 芥見村                     | 芥見村                      | 芥見村                               | 芥見村                                             | 昭和33年4月1日 岐阜市に編入 | 岐阜市                      | 岐阜市   |
| 山県郡 | 岩井村     | 岩井村     | 岩井村                   | 岩井村              | 厳美村 の一部              | 厳美村の一部                | 厳美村                     | 厳美村の一部                | 厳美村の一部                         | 昭和31年4月1日 芥見村に編入                        | 昭和33年4月1日 岐阜市に編入 | 岐阜市                      | 岐阜市   |
| 山県郡 | 加野村     | 加野村     | 加野村                   | 加野村              | 厳美村 の一部              | 厳美村の一部                | 厳美村                     | 厳美村の一部                | 厳美村の一部                         | 昭和31年4月1日 芥見村に編入                        | 昭和33年4月1日 岐阜市に編入 | 岐阜市                      | 岐阜市   |
| 各務郡 | 岩田村     | 岩田村     | 岩田村                   | 岩田村              | 岩田村                     | 岩田村                      | 岩村                       | 岩村                        | 昭和25年12月10日 岐阜市に編入        | 岐阜市                                             | 岐阜市                      | 岐阜市                      | 岐阜市   |
| 各務郡 | 岩滝村     | 岩滝村     | 岩滝村                   | 岩滝村              | 岩滝村                     | 岩滝村                      | 岩村                       | 岩村                        | 昭和25年12月10日 岐阜市に編入        | 岐阜市                                             | 岐阜市                      | 岐阜市                      | 岐阜市   |
| 方県郡 | 黒野村     | 黒野村     | 黒野村                   | 黒野村              | 黒野村                     | 黒野村                      | 鵜飼村                     | 明治31年9月21日 改称 黒野村 | 昭和25年8月20日 岐阜市に編入         | 岐阜市                                             | 岐阜市                      | 岐阜市                      | 岐阜市   |
| 方県郡 | 下鵜飼村   | 下鵜飼村   | 下鵜飼村                 | 下鵜飼村            | 下鵜飼村                   | 下鵜飼村                    | 鵜飼村                     | 明治31年9月21日 改称 黒野村 | 昭和25年8月20日 岐阜市に編入         | 岐阜市                                             | 岐阜市                      | 岐阜市                      | 岐阜市   |
| 方県郡 | 御望村     | 御望村     | 御望村                   | 御望村              | 御望村                     | 御望村                      | 鵜飼村                     | 明治31年9月21日 改称 黒野村 | 昭和25年8月20日 岐阜市に編入         | 岐阜市                                             | 岐阜市                      | 岐阜市                      | 岐阜市   |
| 方県郡 | 洞村       | 洞村       | 洞村                     | 洞村                | 洞村                       | 洞村                        | 鵜飼村                     | 明治31年9月21日 改称 黒野村 | 昭和25年8月20日 岐阜市に編入         | 岐阜市                                             | 岐阜市                      | 岐阜市                      | 岐阜市   |
| 方県郡 | 交人村     | 交人村     | 交人村                   | 交人村              | 交人村                     | 交人村                      | 鵜飼村                     | 明治31年9月21日 改称 黒野村 | 昭和25年8月20日 岐阜市に編入         | 岐阜市                                             | 岐阜市                      | 岐阜市                      | 岐阜市   |
| 方県郡 | 折立村     | 折立村     | 折立村                   | 折立村              | 折立村                     | 折立村                      | 鵜飼村                     | 明治31年9月21日 改称 黒野村 | 昭和25年8月20日 岐阜市に編入         | 岐阜市                                             | 岐阜市                      | 岐阜市                      | 岐阜市   |
| 方県郡 | 今川村     | 今川村     | 今川村                   | 今川村              | 今川村                     | 今川村                      | 鵜飼村                     | 明治31年9月21日 改称 黒野村 | 昭和25年8月20日 岐阜市に編入         | 岐阜市                                             | 岐阜市                      | 岐阜市                      | 岐阜市   |
| 方県郡 | 古市場村   | 古市場村   | 古市場村                 | 古市場村            | 古市場村                   | 古市場村                    | 鵜飼村                     | 明治31年9月21日 改称 黒野村 | 昭和25年8月20日 岐阜市に編入         | 岐阜市                                             | 岐阜市                      | 岐阜市                      | 岐阜市   |
| 方県郡 | 芦敷村     | 芦敷村     | 芦敷村                   | 明治8年6月 安食村   | 安食村                     | 安食村                      | 方県村                     | 方県村                      | 昭和25年8月20日 岐阜市に編入         | 岐阜市                                             | 岐阜市                      | 岐阜市                      | 岐阜市   |
| 方県郡 | 村山村     | 村山村     | 村山村                   | 明治8年6月 安食村   | 安食村                     | 安食村                      | 方県村                     | 方県村                      | 昭和25年8月20日 岐阜市に編入         | 岐阜市                                             | 岐阜市                      | 岐阜市                      | 岐阜市   |
| 方県郡 | 彦坂村     | 彦坂村     | 彦坂村                   | 彦坂村              | 彦坂村                     | 彦坂村                      | 方県村                     | 方県村                      | 昭和25年8月20日 岐阜市に編入         | 岐阜市                                             | 岐阜市                      | 岐阜市                      | 岐阜市   |
| 方県郡 | 佐野村     | 佐野村     | 佐野村                   | 佐野村              | 佐野村                     | 佐野村                      | 方県村                     | 方県村                      | 昭和25年8月20日 岐阜市に編入         | 岐阜市                                             | 岐阜市                      | 岐阜市                      | 岐阜市   |
| 方県郡 | 石谷村     | 石谷村     | 石谷村                   | 石谷村              | 石谷村                     | 石谷村                      | 方県村                     | 方県村                      | 昭和25年8月20日 岐阜市に編入         | 岐阜市                                             | 岐阜市                      | 岐阜市                      | 岐阜市   |
| 方県郡 | 岩利村     | 岩利村     | 岩利村                   | 岩利村              | 岩利村                     | 岩利村                      | 方県村                     | 方県村                      | 昭和25年8月20日 岐阜市に編入         | 岐阜市                                             | 岐阜市                      | 岐阜市                      | 岐阜市   |
| 方県郡 | 木田村     | 木田村     | 木田村                   | 木田村              | 木田村                     | 木田村                      | 木田村                     | 木田村                      | 昭和15年7月1日 岐阜市に編入          | 岐阜市                                             | 岐阜市                      | 岐阜市                      | 岐阜市   |
| 方県郡 | 下尻毛村   | 下尻毛村   | 下尻毛村                 | 下尻毛村            | 下尻毛村                   | 下尻毛村                    | 木田村                     | 木田村                      | 昭和15年7月1日 岐阜市に編入          | 岐阜市                                             | 岐阜市                      | 岐阜市                      | 岐阜市   |
| 方県郡 | 打越村     | 打越村     | 打越村                   | 打越村              | 打越村                     | 打越村                      | 常磐村                     | 常磐村                      | 昭和15年7月1日 岐阜市に編入          | 岐阜市                                             | 岐阜市                      | 岐阜市                      | 岐阜市   |
| 方県郡 | 上城田寺村 | 上城田寺村 | 上城田寺村               | 明治8年1月 城田寺村 | 城田寺村                   | 城田寺村                    | 常磐村                     | 常磐村                      | 昭和15年7月1日 岐阜市に編入          | 岐阜市                                             | 岐阜市                      | 岐阜市                      | 岐阜市   |
| 方県郡 | 下城田寺村 | 下城田寺村 | 下城田寺村               | 明治8年1月 城田寺村 | 城田寺村                   | 城田寺村                    | 常磐村                     | 常磐村                      | 昭和15年7月1日 岐阜市に編入          | 岐阜市                                             | 岐阜市                      | 岐阜市                      | 岐阜市   |
| 方県郡 | 上土居村   | 上土居村   | 上土居村                 | 上土居村            | 上土居村                   | 上土居村                    | 常磐村                     | 常磐村                      | 昭和15年7月1日 岐阜市に編入          | 岐阜市                                             | 岐阜市                      | 岐阜市                      | 岐阜市   |
| 方県郡 | 椿洞村     | 椿洞村     | 椿洞村                   | 椿洞村              | 椿洞村                     | 椿洞村                      | 常磐村                     | 常磐村                      | 昭和15年7月1日 岐阜市に編入          | 岐阜市                                             | 岐阜市                      | 岐阜市                      | 岐阜市   |
| 方県郡 | 則武村     | 則武村     | 則武村                   | 則武村              | 則武村                     | 則武村                      | 則武村                     | 則武村                      | 昭和15年2月11日 岐阜市に編入         | 岐阜市                                             | 岐阜市                      | 岐阜市                      | 岐阜市   |
| 方県郡 | 鷺山村     | 鷺山村     | 鷺山村                   | 鷺山村              | 鷺山村                     | 鷺山村                      | 鷺山村                     | 鷺山村                      | 昭和10年6月15日 岐阜市に編入         | 岐阜市                                             | 岐阜市                      | 岐阜市                      | 岐阜市   |
| 方県郡 | 正木村     | 正木村     | 正木村                   | 正木村              | 正木村                     | 正木村                      | 鷺山村                     | 鷺山村                      | 昭和10年6月15日 岐阜市に編入         | 岐阜市                                             | 岐阜市                      | 岐阜市                      | 岐阜市   |
| 方県郡 | 下土居村   | 下土居村   | 下土居村                 | 下土居村            | 下土居村                   | 下土居村                    | 鷺山村                     | 鷺山村                      | 昭和10年6月15日 岐阜市に編入         | 岐阜市                                             | 岐阜市                      | 岐阜市                      | 岐阜市   |
| 方県郡 | 上福光村   | 上福光村   | 上福光村                 | 明治8年6月 長良村   | 長良村                     | 長良村                      | 長良村                     | 長良村                      | 昭和7年7月1日 岐阜市に編入           | 岐阜市                                             | 岐阜市                      | 岐阜市                      | 岐阜市   |
| 方県郡 | 真福寺村   | 真福寺村   | 真福寺村                 | 明治8年6月 長良村   | 長良村                     | 長良村                      | 長良村                     | 長良村                      | 昭和7年7月1日 岐阜市に編入           | 岐阜市                                             | 岐阜市                      | 岐阜市                      | 岐阜市   |
| 方県郡 | 中福光村   | 中福光村   | 福光村                   | 福光村              | 福光村                     | 福光村                      | 長良村                     | 長良村                      | 昭和7年7月1日 岐阜市に編入           | 岐阜市                                             | 岐阜市                      | 岐阜市                      | 岐阜市   |
| 方県郡 | 雄総村     | 雄総村     | 雄総村                   | 雄総村              | 雄総村                     | 雄総村                      | 長良村                     | 長良村                      | 昭和7年7月1日 岐阜市に編入           | 岐阜市                                             | 岐阜市                      | 岐阜市                      | 岐阜市   |
| 方県郡 | 志段見村   | 志段見村   | 志段見村                 | 志段見村            | 志段見村                   | 志段見村                    | 長良村                     | 長良村                      | 昭和7年7月1日 岐阜市に編入           | 岐阜市                                             | 岐阜市                      | 岐阜市                      | 岐阜市   |
| 厚見郡 | 古津村     | 古津村     | 古津村                   | 古津村              | 方県郡 古津村              | 古津村                      | 長良村                     | 長良村                      | 昭和7年7月1日 岐阜市に編入           | 岐阜市                                             | 岐阜市                      | 岐阜市                      | 岐阜市   |
| 厚見郡 | 加納町     | [ 5 ]      | 加納町                   | 加納町              | 東加納町                   | 東加納町                    | 加納町                     | 加納町                      | 昭和15年2月11日 岐阜市に編入         | 岐阜市                                             | 岐阜市                      | 岐阜市                      | 岐阜市   |
| 厚見郡 | 加納町     | [ 6 ]      | 加納町                   | 加納町              | 西加納町                   | 西加納町                    | 加納町                     | 加納町                      | 昭和15年2月11日 岐阜市に編入         | 岐阜市                                             | 岐阜市                      | 岐阜市                      | 岐阜市   |
| 厚見郡 | 下加納村   | 下加納村   | 下加納村                 | 下加納村            | 下加納村                   | 下加納村                    | 加納町                     | 加納町                      | 昭和15年2月11日 岐阜市に編入         | 岐阜市                                             | 岐阜市                      | 岐阜市                      | 岐阜市   |
| 厚見郡 | 上加納村   | [ 7 ]      | 上加納村                 | 上加納村            | 上加納村                   | 上加納村                    | 上加納村                   | 明治36年4月1日 岐阜市に編入 | 岐阜市                               | 岐阜市                                             | 岐阜市                      | 岐阜市                      | 岐阜市   |
| 厚見郡 | 上加納村   | [ 8 ]      | 上加納村                 | 上加納村            | 岐阜市                     | 岐阜市                      | 岐阜市                     | 岐阜市                      | 岐阜市                               | 岐阜市                                             | 岐阜市                      | 岐阜市                      | 岐阜市   |
| 厚見郡 | 岐阜町     | 岐阜町     | 岐阜町                   | 岐阜町              | 岐阜市                     | 岐阜市                      | 岐阜市                     | 岐阜市                      | 岐阜市                               | 岐阜市                                             | 岐阜市                      | 岐阜市                      | 岐阜市   |
| 厚見郡 | 小熊村     | 小熊村     | 小熊村                   | 小熊村              | 岐阜市                     | 岐阜市                      | 岐阜市                     | 岐阜市                      | 岐阜市                               | 岐阜市                                             | 岐阜市                      | 岐阜市                      | 岐阜市   |
| 厚見郡 | 今泉村     | 今泉村     | 今泉村                   | 今泉村              | 岐阜市                     | 岐阜市                      | 岐阜市                     | 岐阜市                      | 岐阜市                               | 岐阜市                                             | 岐阜市                      | 岐阜市                      | 岐阜市   |
| 厚見郡 | 古屋敷新田 | 古屋敷新田 | 古屋敷新田               | 明治8年1月 稲束村   | 岐阜市                     | 岐阜市                      | 岐阜市                     | 岐阜市                      | 岐阜市                               | 岐阜市                                             | 岐阜市                      | 岐阜市                      | 岐阜市   |
| 厚見郡 | 中河原新田 | 中河原新田 | 中河原新田               | 明治8年1月 稲束村   | 岐阜市                     | 岐阜市                      | 岐阜市                     | 岐阜市                      | 岐阜市                               | 岐阜市                                             | 岐阜市                      | 岐阜市                      | 岐阜市   |
| 厚見郡 | 忠節村     | 忠節村     | 忠節村                   | 明治8年1月 富茂登村 | 岐阜市                     | 岐阜市                      | 岐阜市                     | 岐阜市                      | 岐阜市                               | 岐阜市                                             | 岐阜市                      | 岐阜市                      | 岐阜市   |
| 厚見郡 | 明屋敷村   | 明屋敷村   | 明屋敷村                 | 明治8年1月 富茂登村 | 岐阜市                     | 岐阜市                      | 岐阜市                     | 岐阜市                      | 岐阜市                               | 岐阜市                                             | 岐阜市                      | 岐阜市                      | 岐阜市   |
| 厚見郡 | 日野村     | 日野村     | 明治7年9月 日野村        | 日野村              | 日野村                     | 日野村                      | 日野村                     | 日野村                      | 昭和6年4月1日 岐阜市に編入           | 岐阜市                                             | 岐阜市                      | 岐阜市                      | 岐阜市   |
| 厚見郡 | 日野新田   |            | 明治7年9月 日野村        | 日野村              | 日野村                     | 日野村                      | 日野村                     | 日野村                      | 昭和6年4月1日 岐阜市に編入           | 岐阜市                                             | 岐阜市                      | 岐阜市                      | 岐阜市   |
| 厚見郡 | 鳥屋村     | 鳥屋村     | 鳥屋村                   | 鳥屋村              | 鳥屋村                     | 明治23年3月24日 改称 本荘村 | 本荘村                     | 本荘村                      | 昭和6年4月1日 岐阜市に編入           | 岐阜市                                             | 岐阜市                      | 岐阜市                      | 岐阜市   |
| 厚見郡 | 近島村     | 近島村     | 近島村                   | 近島村              | 近島村                     | 近島村                      | 島村                       | 島村                        | 昭和9年12月5日 岐阜市に編入          | 岐阜市                                             | 岐阜市                      | 岐阜市                      | 岐阜市   |
| 厚見郡 | 東島村     | 東島村     | 東島村                   | 東島村              | 東島村                     | 東島村                      | 島村                       | 島村                        | 昭和9年12月5日 岐阜市に編入          | 岐阜市                                             | 岐阜市                      | 岐阜市                      | 岐阜市   |
| 厚見郡 | 北島村     | 北島村     | 北島村                   | 北島村              | 北島村                     | 北島村                      | 島村                       | 島村                        | 昭和9年12月5日 岐阜市に編入          | 岐阜市                                             | 岐阜市                      | 岐阜市                      | 岐阜市   |
| 厚見郡 | 菅生村     | 菅生村     | 菅生村                   | 菅生村              | 菅生村                     | 菅生村                      | 島村                       | 島村                        | 昭和9年12月5日 岐阜市に編入          | 岐阜市                                             | 岐阜市                      | 岐阜市                      | 岐阜市   |
| 厚見郡 | 西島村     | 西島村     | 西島村                   | 西島村              | 菅生村                     | 菅生村                      | 島村                       | 島村                        | 昭和9年12月5日 岐阜市に編入          | 岐阜市                                             | 岐阜市                      | 岐阜市                      | 岐阜市   |
| 厚見郡 | 江口村     | 江口村     | 江口村                   | 江口村              | 江口村                     | 江口村                      | 島村                       | 島村                        | 昭和9年12月5日 岐阜市に編入          | 岐阜市                                             | 岐阜市                      | 岐阜市                      | 岐阜市   |
| 厚見郡 | 萱場村     | 萱場村     | 萱場村                   | 萱場村              | 萱場村                     | 萱場村                      | 島村                       | 島村                        | 昭和9年12月5日 岐阜市に編入          | 岐阜市                                             | 岐阜市                      | 岐阜市                      | 岐阜市   |
| 厚見郡 | 池ノ上村   | 池ノ上村   | 池ノ上村                 | 池ノ上村            | 池ノ上村                   | 池ノ上村                    | 島村                       | 島村                        | 昭和9年12月5日 岐阜市に編入          | 岐阜市                                             | 岐阜市                      | 岐阜市                      | 岐阜市   |
| 厚見郡 | 早田村     | 早田村     | 早田村                   | 早田村              | 早田村                     | 早田村                      | 島村                       | 島村                        | 昭和9年12月5日 岐阜市に編入          | 岐阜市                                             | 岐阜市                      | 岐阜市                      | 岐阜市   |
| 厚見郡 | 旦ノ島村   | 旦ノ島村   | 旦ノ島村                 | 旦ノ島村            | 旦ノ島村                   | 旦ノ島村                    | 島村                       | 島村                        | 昭和9年12月5日 岐阜市に編入          | 岐阜市                                             | 岐阜市                      | 岐阜市                      | 岐阜市   |
| 厚見郡 | 中島村     | 中島村     | 明治7年9月 改称 西中島村 | 西中島村            | 西中島村                   | 西中島村                    | 島村                       | 島村                        | 昭和9年12月5日 岐阜市に編入          | 岐阜市                                             | 岐阜市                      | 岐阜市                      | 岐阜市   |
| 厚見郡 | 六条村     | 六条村     | 六条村                   | 六条村              | 六条村                     | 六条村                      | 三里村                     | 三里村                      | 昭和10年6月15日 岐阜市に編入         | 岐阜市                                             | 岐阜市                      | 岐阜市                      | 岐阜市   |
| 厚見郡 | 清村       | 清村       | 清村                     | 清村                | 清村                       | 清村                        | 三里村                     | 三里村                      | 昭和10年6月15日 岐阜市に編入         | 岐阜市                                             | 岐阜市                      | 岐阜市                      | 岐阜市   |
| 厚見郡 | 宇佐村     | 宇佐村     | 宇佐村                   | 宇佐村              | 宇佐村                     | 宇佐村                      | 三里村                     | 三里村                      | 昭和10年6月15日 岐阜市に編入         | 岐阜市                                             | 岐阜市                      | 岐阜市                      | 岐阜市   |
| 厚見郡 | 岩戸村     | 岩戸村     | 岩戸村                   | 岩戸村              | 岩戸村                     | 岩戸村                      | 北長森村                   | 北長森村                    | 昭和15年7月1日 岐阜市に編入          | 岐阜市                                             | 岐阜市                      | 岐阜市                      | 岐阜市   |
| 厚見郡 | 北一色村   | 北一色村   | 北一色村                 | 北一色村            | 北一色村                   | 北一色村                    | 北長森村                   | 北長森村                    | 昭和15年7月1日 岐阜市に編入          | 岐阜市                                             | 岐阜市                      | 岐阜市                      | 岐阜市   |
| 厚見郡 | 野一色村   | 野一色村   | 野一色村                 | 野一色村            | 野一色村                   | 野一色村                    | 北長森村                   | 北長森村                    | 昭和15年7月1日 岐阜市に編入          | 岐阜市                                             | 岐阜市                      | 岐阜市                      | 岐阜市   |
| 厚見郡 | 左兵衛新田 | 左兵衛新田 | 左兵衛新田               | 左兵衛新田          | 左兵衛新田                 | 左兵衛新田                  | 北長森村                   | 北長森村                    | 昭和15年7月1日 岐阜市に編入          | 岐阜市                                             | 岐阜市                      | 岐阜市                      | 岐阜市   |
| 厚見郡 | 水海道村   | 水海道村   | 水海道村                 | 水海道村            | 水海道村                   | 水海道村                    | 北長森村                   | 北長森村                    | 昭和15年7月1日 岐阜市に編入          | 岐阜市                                             | 岐阜市                      | 岐阜市                      | 岐阜市   |
| 厚見郡 | 岩地村     | 岩地村     | 岩地村                   | 岩地村              | 岩地村                     | 岩地村                      | 北長森村                   | 北長森村                    | 昭和15年7月1日 岐阜市に編入          | 岐阜市                                             | 岐阜市                      | 岐阜市                      | 岐阜市   |
| 厚見郡 | 前一色村   | 前一色村   | 前一色村                 | 前一色村            | 前一色村                   | 前一色村                    | 北長森村                   | 北長森村                    | 昭和15年7月1日 岐阜市に編入          | 岐阜市                                             | 岐阜市                      | 岐阜市                      | 岐阜市   |
| 厚見郡 | 切通村     | 切通村     | 切通村                   | 切通村              | 切通村                     | 切通村                      | 南長森村                   | 南長森村                    | 昭和15年7月1日 岐阜市に編入          | 岐阜市                                             | 岐阜市                      | 岐阜市                      | 岐阜市   |
| 厚見郡 | 細畑村     | 細畑村     | 細畑村                   | 細畑村              | 細畑村                     | 細畑村                      | 南長森村                   | 南長森村                    | 昭和15年7月1日 岐阜市に編入          | 岐阜市                                             | 岐阜市                      | 岐阜市                      | 岐阜市   |
| 厚見郡 | 蔵前村     | 蔵前村     | 蔵前村                   | 蔵前村              | 蔵前村                     | 蔵前村                      | 南長森村                   | 南長森村                    | 昭和15年7月1日 岐阜市に編入          | 岐阜市                                             | 岐阜市                      | 岐阜市                      | 岐阜市   |
| 厚見郡 | 高田村     | 高田村     | 高田村                   | 高田村              | 高田村                     | 高田村                      | 南長森村                   | 南長森村                    | 昭和15年7月1日 岐阜市に編入          | 岐阜市                                             | 岐阜市                      | 岐阜市                      | 岐阜市   |
| 厚見郡 | 芋島村     | 芋島村     | 芋島村                   | 芋島村              | 芋島村                     | 芋島村                      | 南長森村                   | 南長森村                    | 昭和15年7月1日 岐阜市に編入          | 岐阜市                                             | 岐阜市                      | 岐阜市                      | 岐阜市   |
| 厚見郡 | 中島村     | 中島村     | 明治7年9月 改称 東中島村 | 東中島村            | 東中島村                   | 東中島村                    | 南長森村                   | 南長森村                    | 昭和15年7月1日 岐阜市に編入          | 岐阜市                                             | 岐阜市                      | 岐阜市                      | 岐阜市   |
| 厚見郡 | 今嶺村     | 今嶺村     | 今嶺村                   | 今嶺村              | 今嶺村                     | 今嶺村                      | 市橋村                     | 市橋村                      | 昭和25年8月20日 岐阜市に編入         | 岐阜市                                             | 岐阜市                      | 岐阜市                      | 岐阜市   |
| 厚見郡 | 爪村       | 爪村       | 爪村                     | 爪村                | 爪村                       | 爪村                        | 市橋村                     | 市橋村                      | 昭和25年8月20日 岐阜市に編入         | 岐阜市                                             | 岐阜市                      | 岐阜市                      | 岐阜市   |
| 厚見郡 | 西庄村     | 西庄村     | 西庄村                   | 西庄村              | 西庄村                     | 西庄村                      | 市橋村                     | 市橋村                      | 昭和25年8月20日 岐阜市に編入         | 岐阜市                                             | 岐阜市                      | 岐阜市                      | 岐阜市   |
| 厚見郡 | 藪田村     | 藪田村     | 藪田村                   | 藪田村              | 藪田村                     | 藪田村                      | 市橋村                     | 市橋村                      | 昭和25年8月20日 岐阜市に編入         | 岐阜市                                             | 岐阜市                      | 岐阜市                      | 岐阜市   |
| 厚見郡 | 下奈良村   | 下奈良村   | 下奈良村                 | 下奈良村            | 下奈良村                   | 下奈良村                    | 市橋村                     | 市橋村                      | 昭和25年8月20日 岐阜市に編入         | 岐阜市                                             | 岐阜市                      | 岐阜市                      | 岐阜市   |
| 厚見郡 | 茜部村     | 茜部村     | 茜部村                   | 茜部村              | 茜部村                     | 茜部村                      | 茜部村                     | 茜部村                      | 昭和25年8月20日 岐阜市に編入         | 岐阜市                                             | 岐阜市                      | 岐阜市                      | 岐阜市   |
| 厚見郡 | 鶉村       | 鶉村       | 鶉村                     | 鶉村                | 鶉村                       | 鶉村                        | 鶉村                       | 鶉村                        | 昭和25年8月20日 岐阜市に編入         | 岐阜市                                             | 岐阜市                      | 岐阜市                      | 岐阜市   |
| 厚見郡 | 鏡島村     | 鏡島村     | 鏡島村                   | 鏡島村              | 鏡島村                     | 鏡島村                      | 鏡島村                     | 鏡島村                      | 鏡島村                               | 昭和30年2月11日 岐阜市に編入                       | 岐阜市                      | 岐阜市                      | 岐阜市   |
| 厚見郡 | 江崎村     | 江崎村     | 江崎村                   | 江崎村              | 江崎村                     | 江崎村                      | 鏡島村                     | 鏡島村                      | 鏡島村                               | 昭和30年2月11日 岐阜市に編入                       | 岐阜市                      | 岐阜市                      | 岐阜市   |
| 厚見郡 | 領下村     | 領下村     | 領下村                   | 領下村              | 領下村                     | 領下村                      | 厚見村                     | 厚見村                      | 厚見村                               | 昭和30年2月11日 岐阜市に編入                       | 岐阜市                      | 岐阜市                      | 岐阜市   |
| 厚見郡 | 上川手村   | 上川手村   | 上川手村                 | 上川手村            | 上川手村                   | 上川手村                    | 厚見村                     | 厚見村                      | 厚見村                               | 昭和30年2月11日 岐阜市に編入                       | 岐阜市                      | 岐阜市                      | 岐阜市   |
| 厚見郡 | 下川手村   | 下川手村   | 下川手村                 | 下川手村            | 下川手村                   | 下川手村                    | 厚見村                     | 厚見村                      | 厚見村                               | 昭和30年2月11日 岐阜市に編入                       | 岐阜市                      | 岐阜市                      | 岐阜市   |
| 厚見郡 | 日置江村   | 日置江村   | 日置江村                 | 日置江村            | 日置江村                   | 日置江村                    | 日置江村                   | 日置江村                    | 日置江村                             | 日置江村                                           | 昭和33年4月1日 岐阜市に編入 | 岐阜市                      | 岐阜市   |
| 厚見郡 | 茶屋新田   | 茶屋新田   | 茶屋新田                 | 茶屋新田            | 茶屋新田                   | 茶屋新田                    | 日置江村                   | 日置江村                    | 日置江村                             | 日置江村                                           | 昭和33年4月1日 岐阜市に編入 | 岐阜市                      | 岐阜市   |
| 厚見郡 | 次木村     | 次木村     | 次木村                   | 次木村              | 次木村                     | 次木村                      | 日置江村                   | 日置江村                    | 日置江村                             | 日置江村                                           | 昭和33年4月1日 岐阜市に編入 | 岐阜市                      | 岐阜市   |
| 厚見郡 | 高河原村   | 高河原村   | 高河原村                 | 高河原村            | 高河原村                   | 高河原村                    | 日置江村                   | 日置江村                    | 日置江村                             | 日置江村                                           | 昭和33年4月1日 岐阜市に編入 | 岐阜市                      | 岐阜市   |
| 厚見郡 | 佐波村     | 佐波村     | 佐波村                   | 佐波村              | 佐波村                     | 佐波村                      | 佐波村                     | 佐波村                      | 佐波村                               | 昭和31年9月26日 羽島郡柳津村に編入 同日町制 柳津町 | 柳津町                      | 平成18年1月1日 岐阜市に編入 | 岐阜市   |
| 厚見郡 | 高桑村     | 高桑村     | 高桑村                   | 高桑村              | 高桑村                     | 高桑村                      | 佐波村                     | 佐波村                      | 佐波村                               | 昭和31年9月26日 羽島郡柳津村に編入 同日町制 柳津町 | 柳津町                      | 平成18年1月1日 岐阜市に編入 | 岐阜市   |

## 行政
歴代郡長
| 代 | 氏名 | 就任年月日               | 退任年月日                | 備考                 |
| -- | ---- | ------------------------ | ------------------------- | -------------------- |
| 1  |      | 明治30年（1897年）4月1日 |                           |                      |
|    |      |                          | 大正15年（1926年）6月30日 | 郡役所廃止により廃官 |